# Аветисян, Вараздат Сумбатович
Вараздат Сумбатович Аветисян (9 мая 1919, Норашен, Эчмиадзинский уезд — 23 июня 1990, Бочейково, Витебская область) — советский военнослужащий, участник Великой Отечественной войны, полный кавалер ордена Славы, разведчик 71-й отдельной разведывательной роты сержант — на момент представления к награждению орденом Славы 1-й степени.

## Биография
Родился 9 мая 1919 года в селе Норашен, Арагацотнская область Армении. Армянин. Окончил 7 классов. Трудился разнорабочим в городе Ленинакан.
В 1940 году был призван в Красную Армию Артикским райвоенкоматом. В боях Великой Отечественной войны с июля 1941 года. С февраля 1944 года воевал в составе 175-й стрелковой дивизии, вначале в разведывательном взводе 276-го стрелкового полка, затем — в дивизионной разведке.
В наступательных боях с 18 по 22 июля 1944 года красноармеец Аветисян неоднократно отличился, проявил мужество и отвагу. В бою за деревню Смидынь первым ворвался в траншею противника, вывел из строя пулемет, взял в плен 3 вражеских солдат. При форсировании реки Западный Буг, нашел брод и провёл по нему взвод стрелков. 26 июля вместе с бойцами взвода отбил 3 контратаки противника и лично сразил несколько солдат.
Приказом по частям 175-й стрелковой дивизии от 17 августа 1944 года красноармеец Аветисян Вараздат Сумбатович награждён орденом Славы 3-й степени.
10 сентября 1944 года, участвуя в разведке боем в окрестностях населенного пункта Мендзылесь сержант Аветисян, первым ворвался в траншею фашистов, где уничтожил несколько вражеских солдат. Гранатами подавил пулеметную точку.
Приказом по войскам 47-й армии от 21 октября 1944 года красноармеец Аветисян Вараздат Сумбатович награждён орденом Славы 2-й степени.
17 января 1945 года сержант Аветисян в составе разведгруппы в тылу противника атаковал колонну противника, гранатами подорвал бронемашину с экипажем и огнём из автомата уничтожил 8 противников. 18 января в бою за город Торн первый вышел на окраину города, гранатами подорвал 2 миномета с расчетами, которые мешали продвижению наших войск. 1 февраля проник в тыл врага в районе населенный пункт Загемюль и выявил расположение вражеских огневых точек. В рукопашном бою с немецким связистом был ранен.
Указом Президиума Верховного Совета СССР от 31 мая 1945 года за образцовое выполнение заданий командования в боях с захватчиками сержант Аветисян Вараздат Сумбатович награждён орденом Славы 1-й степени. Стал полным кавалером ордена Славы.
В мае 1946 года был демобилизован.
Проживал в столице Азербайджана городе Баку. Работал милиционером в 12-м отделении милиции. Член КПСС с 1952 года. Последние годы жил в Белоруссии. Скончался 23 июня 1990 года.

## Награды
Награждён орденами Отечественной войны 1-й степени, Славы 1-й, 2-й и 3-й степеней, медалями, нагрудным знаком «Отличник милиции».